# Giardini zoologici e acquari dei membri WAZA
Questa è una lista dell'World Association of Zoos and Aquariums (WAZA) dove sono mostrati gli zoo e acquari che fanno parte dell'organizzazione.
IL WAZA ha due tipi di membri.
Il primo è un membro dell'associazione che è rappresentata attraverso un'altra associazione zoo, come l'Associazione di zoo e acquari (AZA).
Il secondo è un insieme dei membri istituzionali correlati direttamente a WAZA.
| Nome                                           | Indirizzo                                                                                  | Città, Stato/Provincia          | Paese                 | Altre associazioni |
| ---------------------------------------------- | ------------------------------------------------------------------------------------------ | ------------------------------- | --------------------- | --- |
| Zoo di Aalborg                                 | Mølleparkvej 63                                                                            | Aalborg                         | Danimarca             | EAZA, Danish Association of Zoological Gardens and Aquaria (DAZA) |
| Adelaide Zoo                                   | Frome Road, Adelaide                                                                       | Adelaide, Australia Meridionale | Australia             | Australasian Regional Association of Zoological Parks and Aquaria (ARAZPA) |
| African Lion Safari                            | 1386 Cooper Road                                                                           | Flamborough, Ontario            | Canada                | Canadian Association of Zoos and Aquariums (CAZA), IEF, IAATE |
| Akron Zoo                                      | 500 Edgewood Avenue                                                                        | Akron, Ohio                     | Stati Uniti d'America | Association of Zoos and Aquariums (AZA) |
| Al Ain Wildlife Park & Resort (AWPR)           | P.O. BOX 1204                                                                              | al-'Ayn, Abu Dhabi              | Emirati Arabi Uniti   | (SEAZA) |
| Albuquerque Biological Park                    | 903 10th St SW                                                                             | Albuquerque, Nuovo Messico      | Stati Uniti d'America | Association of Zoos and Aquariums (AZA) |
| Almaty Zoo                                     | ul. Esenberlina 166                                                                        | Almaty                          | Kazakistan            | EAZA, Eurasian Regional Association of Zoos and Aquariums (EARAZA), SEAZA |
| Apenheul Primate Park                          | PO Box 97                                                                                  | Gheldria                        | Paesi Bassi           | EAZA, Dutch Zoo Federation (NVD) |
| Aquamarine Fukushima                           | 50 Tatsumi-Cho                                                                             | Onahama, Iwaki                  | Giappone              | Japanese Association of Zoos and Aquariums (JAZA) |
| Aquarium of the Bay                            | The Embarcadero at Beach Street                                                            | San Francisco, California       | Stati Uniti d'America | Association of Zoos and Aquariums (AZA) |
| Artis Zoo                                      | PO Box 20164                                                                               | Amsterdam                       | Paesi Bassi           | EAZA, Dutch Zoo Federation (NVD) |
| Auckland Zoo                                   | Private Bag, Grey Lynn                                                                     | Auckland                        | Nuova Zelanda         | Australasian Regional Association of Zoological Parks and Aquaria (ARAZPA) |
| Audubon Zoo                                    | PO Box 4327                                                                                | New Orleans, Louisiana          | Stati Uniti d'America | Association of Zoos and Aquariums (AZA) |
| Banham Zoo                                     | The Grove                                                                                  | Banham                          | Inghilterra           | EAZA, BIAZA, Association Europeene Pour L'Etude et La Conservation des Lemuriens (AEECL) |
| Belfast Zoo                                    | Antrim Road                                                                                | Belfast                         | Irlanda del Nord      | EAZA, BIAZA |
| Binder Park Zoo                                | 7400 Division Dr                                                                           | Battle Creek, Michigan          | Stati Uniti d'America | Association of Zoos and Aquariums (AZA) |
| Borås djurpark                                 | PO Box 502                                                                                 | Borås                           | Svezia                | EAZA, Swedish Association of Zoos and Aquaria (SAZA) |
| Bowmanville Zoo                                | 340 King Street East                                                                       | Bowmanville, Ontario            | Canada                | Canadian Association of Zoos and Aquariums (CAZA), ZAA |
| BREC's Baton Rouge Zoo                         | PO Box 60                                                                                  | Baker, Louisiana                | Stati Uniti d'America | Association of Zoos and Aquariums (AZA) |
| Bristol Zoo                                    | Clifton                                                                                    | Bristol                         | Inghilterra           | EAZA, BIAZA, Association Europeene Pour L'Etude et La Conservation des Lemuriens (AEECL) |
| Brookfield Zoo                                 | 3300 Golf Rd                                                                               | Brookfield, Illinois            | Stati Uniti d'America | Association of Zoos and Aquariums (AZA), Alliance of Marine Mammal Parks and Aquariums (AMMPA) |
| Bronx Zoo                                      | 2300 Southern Blvd                                                                         | New York, New York              | Stati Uniti d'America | Association of Zoos and Aquariums (AZA) |
| Burgers' Zoo                                   | Antoon Van Hooffplein 1                                                                    | Arnhem                          | Paesi Bassi           | EAZA, Dutch Zoo Federation(NVD) |
| Busch Gardens Tampa Bay                        | PO Box 9158, Bougainvillea Avenue                                                          | Tampa, Florida                  | Stati Uniti d'America | African Association of Zoos and Aquaria (PAAZAB), Association of Zoos and Aquariums (AZA) |
| Caldwell Zoo                                   | PO Box 4785                                                                                | Tyler, Texas                    | Stati Uniti d'America | Association of Zoos and Aquariums (AZA) |
| Calgary Zoo                                    | 1300 Zoo Road NE                                                                           | Calgary, Alberta                | Canada                | Association of Zoos and Aquariums (AZA), Canadian Association of Zoos and Aquariums (CAZA) |
| Cameron Park Zoo                               | 1701 N 4th St                                                                              | Waco, Texas                     | Stati Uniti d'America | Association of Zoos and Aquariums (AZA) |
| Chester Zoo                                    | Caughall Road                                                                              | Chester                         | Inghilterra           | EAZA, BIAZA |
| Cheyenne Mountain Zoo                          | 4250 Cheyenne Mount Zoo Rd                                                                 | Colorado Springs, Colorado      | Stati Uniti d'America | Association of Zoos and Aquariums (AZA) |
| Chiang Mai Zoo                                 | 100 Huaykaew rd.                                                                           | Chiang Mai                      | Thailandia            | SEAZA |
| Cincinnati Zoo & Botanical Gardens             | 3400 Vine Street                                                                           | Cincinnati, Ohio                | Stati Uniti d'America | Association of Zoos and Aquariums (AZA) |
| Cleveland Metroparks Zoo                       | 3900 Wildlife Way                                                                          | Cleveland, Ohio                 | Stati Uniti d'America | Association of Zoos and Aquariums (AZA) |
| Colchester Zoo                                 | Maldon Road, Stanway                                                                       | Colchester                      | Inghilterra           | EAZA, BIAZA, Association Europeene Pour L'Etude et La Conservation des Lemuriens (AEECL) |
| Columbus Zoo and Aquarium                      | PO Box 400                                                                                 | Powell, Ohio                    | Stati Uniti d'America | Association of Zoos and Aquariums (AZA) |
| Copenhagen Zoo                                 | Roskildevej 38, PO Box 7                                                                   | Frederiksberg                   | Danimarca             | EAZA, Danish Association of Zoological Gardens and Aquaria (DAZA), German Federation of Zoo Directors (VDZ) |
| Dallas World Aquarium                          | 1801 N Griffin Street                                                                      | Dallas, Texas                   | Stati Uniti d'America | Association of Zoos and Aquariums (AZA) |
| Dallas Zoo                                     | 650 S.R.L. Thornton Freeway                                                                | Dallas, Texas                   | Stati Uniti d'America | Association of Zoos and Aquariums (AZA) |
| Denmark's acquarium                            | Kavalergarden 1                                                                            | Charlottenlund                  | Danimarca             | EAZA, Danish Association of Zoological Gardens and Aquaria (DAZA) |
| Denver Zoo                                     | City Park, 2300 Steele Street                                                              | Denver, Colorado                | Stati Uniti d'America | Association of Zoos and Aquariums (AZA) |
| Detroit Zoo                                    | 8450 W. 10 Mile Rd.                                                                        | Royal Oak, Michigan             | Stati Uniti d'America | Association of Zoos and Aquariums (AZA) |
| Diergaarde Blijdorp                            | Van Aerssenlaan 49                                                                         | Rotterdam                       | Paesi Bassi           | EAZA, Dutch Zoo Federation (NVD) |
| Dierenpark Emmen                               | Postbus 1010                                                                               | Emmen                           | Paesi Bassi           | EAZA, Dutch Zoo Federation (NVD) |
| Disney's Animal Kingdom                        | PO Box 10000, 660 N. Savannah Circle West                                                  | Lake Buena Vista, Florida       | Stati Uniti d'America | Association of Zoos and Aquariums (AZA) |
| Dubai Zoo                                      | PO Box 67, Jumeirah Beach Road                                                             | Dubai                           | Emirati Arabi Uniti   | |
| Dudley Zoo                                     | 2, The Broadway                                                                            | Dudley                          | Inghilterra           | EAZA, BIAZA |
| Durrell Wildlife Conservation Trust            | Les Augrès Manor                                                                           | Trinity, Jersey                 | Jersey                | EAZA, BIAZA |
| Dusit Zoo                                      | 71 Rama V, Rd                                                                              | Dusit                           | Thailandia            | SEAZA |
| Twycross Zoo                                   | Burton Road                                                                                | Twycross                        | Inghilterra           | EAZA, BIAZA, West African Primate Conservation Action (WAPCA), Association Europeene Pour L'Etude et La Conservation des Lemuriens (AEECL) |
| Zoo di Edimburgo                               | Murrayfield                                                                                | Edimburgo                       | Scozia                | EAZA, BIAZA, Association Europeene Pour L'Etude et La Conservation des Lemuriens (AEECL) |
| Everland Zoo                                   | 310 Jeondae-ri, Pokog-myum                                                                 | Yongin                          | Corea del Sud         | |
| Flamingo Land Resort                           | Kirby Misperton                                                                            | Malton                          | Inghilterra           | EAZA, BIAZA |
| Fort Wayne Children's Zoo                      | 3411 Sherman Blvd                                                                          | Fort Wayne, Indiana             | Stati Uniti d'America | Association of Zoos and Aquariums (AZA) |
| Fort Worth Zoo                                 | 1989 Colonial Parkway                                                                      | Fort Worth, Texas               | Stati Uniti d'America | Association of Zoos and Aquariums (AZA) |
| Budapest Zoo & Botanical Garden                | Allatkerti Krt. 6-12                                                                       | Budapest                        | Ungheria              | EAZA, Hungarian Association of Zoos (MAS) |
| Fresno Chaffee Zoo                             | 894 W Belmont Ave                                                                          | Fresno, California              | Stati Uniti d'America | Association of Zoos and Aquariums (AZA) |
| Temaikèn                                       | Ruta Provincial 25 km. 0.700                                                               | Buenos Aires (Provincia)        | Argentina             | Association of Zoos and Aquariums (AZA), ALPZA, AZARA |
| Georgia Aquarium                               | 225 Baker Street, NW                                                                       | Atlanta, Georgia                | Stati Uniti d'America | Association of Zoos and Aquariums (AZA) |
| Givskud Zoo                                    | Løveparkvej 3                                                                              | Givskud                         | Danimarca             | EAZA, Danish Association of Zoological Gardens and Aquaria (DAZA) |
| Gladys Porter Zoo                              | 500 East Ringgold Street                                                                   | Brownsville, Texas              | Stati Uniti d'America | Association of Zoos and Aquariums (AZA) |
| Great Plains Zoo                               | 805 S Kiwanis Avenue                                                                       | Sioux Falls, Dakota del Sud     | Stati Uniti d'America | Association of Zoos and Aquariums (AZA) |
| Haus des Meeres                                | Esterhazypark Fritz-Grünbaumplatz 1 A-1060                                                 | Vienna                          | Austria               | EAZA, German Federation of Zoo Directors (VDZ), Austrian Zoo Association (OZO) |
| Helsinki Zoo                                   | Korkeasaari-Högholmen, PO Box 4600                                                         | Helsinki                        | Finlandia             | EAZA |
| Henry Vilas Zoo                                | 702 South Randall Avenue                                                                   | Madison, Wisconsin              | Stati Uniti d'America | Association of Zoos and Aquariums (AZA) |
| Zoo Novosibirsk                                | Municipal Unitary Enterprise 71/1 Timiryazeva Str.                                         | Novosibirsk                     | Russia                | EAZA, EARAZA |
| Hong Kong Zoological and Botanical Gardens     | 11/F, LCSD HQs, 1-3 Pai Tau St                                                             | Hong Kong                       | Cina                  | SEAZA |
| Honolulu Zoo                                   | 151 Kapahulu Avenue                                                                        | Honolulu, Hawaii,               | Stati Uniti d'America | Association of Zoos and Aquariums (AZA) |
| Houston Zoo                                    | 6200 Hermann Park Drive                                                                    | Houston, Texas                  | Stati Uniti d'America | Association of Zoos and Aquariums (AZA) |
| Indianapolis Zoo                               | PO Box 22309                                                                               | Indianapolis, Indiana           | Stati Uniti d'America | Association of Zoos and Aquariums (AZA), Alliance of Marine Mammal Parks and Aquariums (AMMPA) |
| Jacksonville Zoological Gardens                | 370 Zoo Parkway                                                                            | Jacksonville, Florida           | Stati Uniti d'America | Association of Zoos and Aquariums (AZA) |
| Zoo di Buenos Aires                            | Av. Sarmiento y Av. Las Heras                                                              | Buenos Aires                    | Argentina             | ALZPA |
| Johannesburg Zoological Gardens                | Private Bag X13/Parkview                                                                   | Johannesburg                    | Sudafrica             | African Association of Zoos and Aquariums (PAAZAB) |
| Jungle Cat World Wildlife Park                 | 3667 Concession 6, P.O. Box 370                                                            | Orono, Ontario                  | Canada                | Canadian Association of Zoos and Aquariums (CAZA) |
| Jurong Bird Park                               | 2, Jurong Hill                                                                             | Singapore                       | Singapore             | EAZA |
| Kansas City Zoological Park                    | 6700 Zoo Drive                                                                             | Kansas City, Missouri           | Stati Uniti d'America | Association of Zoos and Aquariums (AZA), |
| Knuthenborg Park and Safari                    | Birketvej 1, 4941 Bandholm                                                                 | Lolland                         | Danimarca             | EAZA, Danish Association of Zoological Gardens and Aquaria (DAZA) |
| Kolmården Wildlife Park                        | S-61892 Kolmården                                                                          | Kolmården                       | Svezia                | EAZA, Swedish Association of Zoos and Aquaria (SAZA) |
| Lincoln Park Zoo                               | 2001 N Clark Street                                                                        | Chicago, Illinois               | Stati Uniti d'America | Association of Zoos and Aquariums (AZA) |
| Loro Parque                                    | Avenida Loro Parque s/n                                                                    | Tenerife                        | Spagna                | EAZA, Iberian Association of Zoos and Aquariums (AIZA) |
| Los Angeles Zoo                                | 5333 Zoo Drive                                                                             | Los Angeles, California         | Stati Uniti d'America | Association of Zoos and Aquariums (AZA), |
| Lowry Park Zoo                                 | 1101 W Sligh Avenue                                                                        | Tampa, Florida                  | Stati Uniti d'America | Association of Zoos and Aquariums (AZA), |
| Marwell Wildlife                               |                                                                                            | Colden Common, Winchester       | Inghilterra           | EAZA, (BIAZA) |
| Melbourne Aquarium                             | Corner of King & Flinders St                                                               | Melbourne, Victoria             | Australia             | Australasian Regional Association of Zoological Parks and Aquaria (ARAZPA), (SEAZA) |
| Memphis Zoo                                    | 2000 Prentiss Place                                                                        | Memphis, Tennessee              | Stati Uniti d'America | Association of Zoos and Aquariums (AZA), |
| Zoo di Varsavia                                | ul. Ratuszowa 1/3                                                                          | Varsavia                        | Polonia               | EAZA, RDPOZIA |
| Milwaukee County Zoological Gardens            | 10001 W Bluemound Road                                                                     | Milwaukee, Wisconsin            | Stati Uniti d'America | Association of Zoos and Aquariums (AZA) |
| Minnesota Zoo                                  | 13000 Zoo Blvd                                                                             | Apple Valley, Minnesota         | Stati Uniti d'America | Association of Zoos and Aquariums (AZA), Alliance of Marine Mammal Parks and Aquariums (AMMPA) |
| Zoo di Mosca                                   | Bolshaya Gruzinskaya 1                                                                     | Mosca                           | Russia                | EAZA, EARAZA |
| Tierpark Hellabrunn                            | Tierparkstrasse 30                                                                         | Monaco di Baviera               | Germania              | EAZA, German Federation of Zoo Directors (VDZ) |
| Higashiyama Zoo and Botanical Gardens          | 3-70 Higashiyama-Motomachi                                                                 | Nagoya                          | Giappone              | Japanese Association of Zoos and Aquariums (JAZA) |
| Nandankanan Zoological Park                    | Mayur Bhawan                                                                               | Saheed Nagar                    | India                 | South Asian Zoo Association for Regional Cooperation (SAZARC), Central Zoo Authority of India (CZA) |
| National Museum of Marine Biology and Aquarium | 2 Houwan Road                                                                              | Checheng                        | Taiwan                | |
| National Zoological Gardens of South Africa    | PO Box 754, Boom Street 232                                                                | Pretoria                        | Sudafrica             | African Association of Zoos and Aquariums (PAAZAB) |
| Zoo Negara                                     | Hulu Kelang, Selangor Darul Ehsan 68000                                                    | Ampang                          | Malaysia              | SEAZA |
| National Zoological Park                       | 3001 Connecticut Avenue NW                                                                 | Washington                      | Stati Uniti d'America | Association of Zoos and Aquariums (AZA), |
| New York Aquarium                              | Surf Avenue at West 8th Street                                                             | Brooklyn, New York              | Stati Uniti d'America | Association of Zoos and Aquariums (AZA), Alliance of Marine Mammal Parks and Aquariums (AMMPA) |
| Nordens Ark                                    | Åby Säteri                                                                                 | Hunnebostrand                   | Svezia                | EAZA, Swedish Association of Zoos and Aquaria (SAZA) |
| North Carolina Zoo                             | 4401 Zoo Pkwy                                                                              | Asheboro, Carolina del Nord     | Stati Uniti d'America | Association of Zoos and Aquariums (AZA) |
| Zoo Nyíregyháza                                | 4431 Sóstófürdo                                                                            | Nyíregyháza                     | Ungheria              | EAZA, Hungarian Association of Zoos (MAS) |
| Oceanário de Lisbõa                            | Esplanada D. Carlos 1                                                                      | Lisbona                         | Portogallo            | EAZA, Iberian Association of Zoos and Aquaria (AIZA) |
| Ocean Park Hong Kong                           | Ocean Park Road                                                                            | Hong Kong                       | Cina                  | SEAZA, Association of Zoos and Aquariums (AZA), Alliance of Marine Mammal Parks and Aquariums (AMMPA) |
| Zoo di Odense                                  | Sdr. Boulevard 306                                                                         | Odense                          | Danimarca             | EAZA, Danish Association of Zoological Gardens and Aquaria (DAZA) |
| Zoo di Opole                                   | ul. Spacerowa 10, Skr. poczt. 5                                                            | Opole                           | Polonia               | EAZA, RDPOZiA |
| Oklahoma City Zoological Park                  | 2101 NE 50th St                                                                            | Oklahoma City, Oklahoma         | Stati Uniti d'America | Association of Zoos and Aquariums (AZA) |
| Henry Doorly Zoo                               | 3701 S 10th St                                                                             | Omaha, Nebraska                 | Stati Uniti d'America | Association of Zoos and Aquariums (AZA) |
| Orana Wildlife Trust                           | McLeans Island Road / Box 5130                                                             | Christchurch                    | Nuova Zelanda         | Australasian Regional Association of Zoological Parks and Aquaria (ARAZPA) |
| Oregon Zoo                                     | 4001 SW Canyon Road                                                                        | Portland, Oregon                | Stati Uniti d'America | Association of Zoos and Aquariums (AZA) |
| Padmaja Naidu Himalayan Zoological Park        | Jawahar Parbat                                                                             | Darjeeling                      | India                 | South Asian Zoo Association for Regional Cooperation (SAZARC), Central Zoo Authority of India (CZA) |
| Paignton Zoo                                   | Totnes Road                                                                                | Paignton                        | Inghilterra           | EAZA, BIAZA |
| Paradise Wildlife Park                         | White Stubbs Lane                                                                          | Broxbourne                      | Inghilterra           | EAZA, BIAZA |
| Parco zoologico di Parigi                      | Bois de Vincennes 53, Avenue St-Maurice                                                    | Parigi                          | Francia               | EAZA, Syndicat National des Directeurs de Parcs Zoologiques Francais (SNDPZ), Association Nationale des Parcs Zoologiques de France (ANPZ), Association Europeene Pour L'Etude et La Conservation des Lemuriens (AEECL)                                        |
| Parco zoologico di Thoiry                      | Rue du Pavilon de Montreuil                                                                | Thoiry                          | Francia               | EAZA, Association Nationale des Parcs Zoologiques de France (ANPZ), Conservation des Espèces et des Populations Animales (CEPA) |
| Zoo di Barcellona                              | Parc de la Ciutadella, s/n                                                                 | Barcellona                      | Spagna                | EAZA, Iberian Association of Zoos and Aquaria (AIZA) |
| Palm Beach Zoo at Dreher Park                  | 1301 Summit Blvd                                                                           | West Palm Beach, Florida        | Stati Uniti d'America | Association of Zoos and Aquariums (AZA) |
| Perth Zoo                                      | PO Box 489, Labouchere Rd.                                                                 | Australia Occidentale           | Australia             | Australasian Regional Association of Zoological Parks and Aquaria (ARAZPA) |
| Philadelphia Zoo                               | 3400 W Girard Avenue                                                                       | Filadelfia, Pennsylvania        | Stati Uniti d'America | Association of Zoos and Aquariums (AZA) |
| Phoenix Zoo                                    | 455 N Galvin Pkwy                                                                          | Phoenix, Arizona                | Stati Uniti d'America | Association of Zoos and Aquariums (AZA) |
| Point Defiance Zoo & Aquarium                  | 5400 N Pearl St                                                                            | Tacoma, Washington              | Stati Uniti d'America | Association of Zoos and Aquariums (AZA), Alliance of Marine Mammal Parks and Aquariums (AMMPA) |
| Racine Zoological Gardens                      | 200 Goold Street                                                                           | Racine, Wisconsin               | Stati Uniti d'America | Association of Zoos and Aquariums (AZA) |
| Ragunan Zoo                                    | Jln. Harsono Rm. No. 1                                                                     | Ragunan                         | Indonesia             | |
| Riverbanks Zoo                                 | PO Box 1060                                                                                | Columbia, Carolina del Sud      | Stati Uniti d'America | Association of Zoos and Aquariums (AZA) |
| Sacramento Zoo                                 | 3930 W Land Park Drive                                                                     | Sacramento, California          | Stati Uniti d'America | Association of Zoos and Aquariums (AZA) |
| Saint Louis Zoo                                | 1 Government Drive                                                                         | Saint Louis, Missouri           | Stati Uniti d'America | Association of Zoos and Aquariums (AZA) |
| San Antonio Zoological Gardens & Aquarium      | 3903 N. Saint Mary's Street                                                                | San Antonio, Texas              | Stati Uniti d'America | Association of Zoos and Aquariums (AZA) |
| San Diego Zoo                                  | PO Box 120551                                                                              | San Diego, California           | Stati Uniti d'America | Association of Zoos and Aquariums (AZA) |
| San Francisco Zoo                              | 1 Zoo Road                                                                                 | San Francisco, California       | Stati Uniti d'America | Association of Zoos and Aquariums (AZA) |
| Santa Barbara Zoological Gardens               | 500 Ninos Drive                                                                            | Santa Barbara, California       | Stati Uniti d'America | Association of Zoos and Aquariums (AZA) |
| SeaWorld Orlando                               | 7007 SeaWorld Drive                                                                        | Orlando, Florida                | Stati Uniti d'America | Association of Zoos and Aquariums (AZA), Alliance of Marine Mammal Parks and Aquariums (AMMPA) |
| Sedgwick County Zoo                            | 5555 W Zoo Blvd                                                                            | Wichita, Kansas                 | Stati Uniti d'America | Association of Zoos and Aquariums (AZA) |
| Seul Grand Park Zoo                            | PO Box 427-080 159-1 Maggyedong                                                            | Gwacheon                        | Corea del Sud         | SEAZA |
| Zoo di Stoccolma                               | Box 27807                                                                                  | Stoccolma                       | Svezia                | EAZA, Swedish Association of Zoos and Aquaria (SAZA) |
| Sydney Aquarium & Sydney Wildlife World        | Aquarium Pier, Darling Harbour                                                             | Sydney, Nuovo Galles del Sud    | Australia             | Australasian Regional Association of Zoological Parks and Aquaria (ARAZPA) |
| Taipei Zoo                                     | 30 Hsin-Kuang Road, Sec. 2                                                                 | Taipei                          | Taiwan                | SEAZA |
| Zoo di Tallinn                                 | Paldiski Road 145                                                                          | Tallinn                         | Estonia               | EAZA, German Federation of Zoo Directors (VDZ), (Eurasian Regional Association of Zoos and Aquariums (EARAZA) |
| Tama Zoo                                       | 7-1-1 Hodokubo, Hino-Shi                                                                   | Tokyo                           | Giappone              | Japanese Association of Zoos and Aquariums (JAZA) |
| Taronga Zoo                                    | PO Box 20                                                                                  | Sydney, Nuovo Galles del Sud    | Australia             | Australasian Regional Association of Zoological Parks and Aquaria (ARAZPA) |
| Tennōji Zoo                                    | 6-74 Chausuyama-cho                                                                        | Osaka                           | Giappone              | SEAZA, Japanese Association of Zoos and Aquariums (JAZA) |
| Tiergarten Nürnberg                            | Am Tiergarten 30                                                                           | Norimberga                      | Germania              | EAZA, German Federation of Zoo Directors (VDZ) |
| Tiergarten Schönbrunn                          | Maxingstrasse 13b A-1130                                                                   | Vienna                          | Austria               | EAZA, German Federation of Zoo Directors (VDZ), Austrian Zoo Association (OZO) |
| Zoo di Berna                                   | Tierparkweg 1, CH-3005                                                                     | Berna                           | Svizzera              | EAZA, German Federation of Zoo Directors (VDZ) |
| Living Desert Zoo and Gardens                  | 47-900 Portola Avenue                                                                      | Palm Desert, California         | Stati Uniti d'America | Association of Zoos and Aquariums (AZA) |
| Zoo Biblico di Gerusalemme                     | PO Box 898                                                                                 | Gerusalemme                     | Israele               | EAZA |
| Toledo Zoological Gardens                      | PO Box 140130                                                                              | Toledo, Ohio                    | Stati Uniti d'America | Association of Zoos and Aquariums (AZA) |
| Topeka Zoo                                     | 635 SW Gage Blvd                                                                           | Topeka, Kansas                  | Stati Uniti d'America | Association of Zoos and Aquariums (AZA) |
| Toronto Zoo                                    | 361A Old Finch Avenue                                                                      | Scarborough, Ontario            | Canada                | Association of Zoos and Aquariums (AZA), Canadian Association of Zoos and Aquariums (CAZA) |
| Ueno Zoo                                       | 9-83 Ueno Park                                                                             | Tokyo                           | Giappone              | Japanese Association of Zoos and Aquariums (JAZA) |
| Umgeni River Bird Park                         | Montecasino Boulevard, Corner William Nicol Drive & Witkoppen Road, Fourways P.O. Box 1606 | Bromhof                         | Sudafrica             | African Association of Zoos and Aquaria (PAAZAB) |
| UnderWater World, Queensland                   | Parkyn Parade PO Box 511                                                                   | Mooloolaba, Queensland          | Australia             | Australasian Regional Association of Zoological Parks and Aquaria (ARAZPA) |
| Universeum                                     | Södra v. 50 40020                                                                          | Göteborg                        | Svezia                | Swedish Association of Zoos and Aquaria (SAZA) |
| uShaka Marine World                            | PO Box 10712, Marine Parade                                                                | Durban                          | Sudafrica             | African Association of Zoos and Aquaria (PAAZAB) |
| Utah's Hogle Zoo                               | 2600 Sunnyside Avenue                                                                      | Salt Lake City, Utah            | Stati Uniti d'America | Association of Zoos and Aquariums (AZA) |
| Vancouver Aquarium                             | 845 Avison Way in Stanley Park                                                             | Vancouver, Columbia Britannica  | Canada                | Association of Zoos and Aquariums (AZA), Canadian Association of Zoos and Aquariums (CAZA) |
| Wellington Zoo                                 | 200 Daniell Street, Newtown                                                                | Wellington                      | Nuova Zelanda         | Australasian Regional Association of Zoological Parks and Aquaria (ARAZPA) |
| Welsh Mountain Zoo                             |                                                                                            | Colwyn Bay                      | Galles                | EAZA, BIAZA |
| Wildlife World Zoo                             | Northern Ave at State Rd. 303                                                              | Litchfield Park, Arizona        | Stati Uniti d'America | Association of Zoos and Aquariums (AZA) |
| Wilhelma Zoologisch-Botanischer Garten         | Postfach 50 12 27                                                                          | Stoccarda                       | Germania              | EAZA, German Federation of Zoo Directors (VDZ) |
| Woodland Park Zoo                              | 601 No. 59th St                                                                            | Seattle, Washington             | Stati Uniti d'America | Association of Zoos and Aquariums (AZA) |
| Zoo Aquarium de Madrid                         | c/o PARQUES REUNIDOS, S.A., Casa de Campo, s/n                                             | Madrid                          | Spagna                | EAZA, AIZA |
| Zoo di Atlanta                                 | 800 Cherokee Avenue SE                                                                     | Atlanta, Georgia                | Stati Uniti d'America | Association of Zoos and Aquariums (AZA) |
| Zoo d'Amnéville                                | 1, Rue du Tigre                                                                            | Amnéville                       | Francia               | EAZA, Association Nationale des Parcs Zoologiques de France (ANPZ) |
| Zoo de Granby                                  | 525 rue St-Hubert                                                                          | Granby, Québec                  | Canada                | Association of Zoos and Aquariums (AZA), Canadian Association of Zoos and Aquariums (CAZA) |
| Zoo de la Palmyre                              | 6 Ancien chemin de Royan                                                                   | Les Mathes                      | Francia               | EAZA, Association Nationale des Parcs Zoologiques de France (ANPZ), West African Primate Conservation Action (WAPCA), Conservation des Espèces et des Populations Animales (CEPA), Association Europeene Pour L'Etude et La Conservation des Lemuriens (AEECL) |
| Zoo di Dresda                                  | Tiergartenstrasse 1                                                                        | Dresda                          | Germania              | EAZA, German Federation of Zoo Directors (VDZ) |
| Zoo di Duisburg                                | Mülheimer Strasse 273                                                                      | Duisburg                        | Germania              | EAZA, German Federation of Zoo Directors (VDZ) |
| Zoo di Hannover                                | Adenauerallee 3                                                                            | Hannover                        | Germania              | EAZA, German Federation of Zoo Directors (VDZ) |
| Zoo di Landau in der Pfalz                     | Hindenburgstrasse 12-14                                                                    | Landau in der Pfalz             | Germania              | EAZA, German Federation of Zoo Directors (VDZ) |
| Zoo di Lubiana                                 | Večna Pot 70                                                                               | Lubiana                         | Slovenia              | EAZA |
| Zoo di Miami                                   | 12400 SW 152nd St / One Zoo Boulevard                                                      | Miami, Florida                  | Stati Uniti d'America | Association of Zoos and Aquariums (AZA) |
| Zoo di Praga                                   | U Trojského Zámku 3/120                                                                    | Praga                           | Repubblica Ceca       | EAZA, Union of Czech and Slovak Zoological Gardens (UCSZ) |
| Zoo di Ústí nad Labem                          | Drážd'anská 23                                                                             | Ústí nad Labem                  | Repubblica Ceca       | EAZA, Union of Czech and Slovak Zoological Gardens (UCSZ) |
| Zoo di Anversa                                 | Konigin Astridplein 26 B-2018                                                              | Anversa                         | Belgio                | EAZA |
| Giardino zoologico di Zurigo                   | Zürichbergstrasse 221 8044                                                                 | Zurigo                          | Svizzera              | EAZA, VDZ |
| Zoo di Tel Aviv                                | POB 984                                                                                    | Ramat Gan                       | Israele               | EAZA |
| Zoo di Dublino                                 | Phoenix Park                                                                               | Dublino                         | Irlanda               | EAZA, BIAZA, West African Primate Conservation Action (WAPCA) |
| Bojnice Zoo                                    | Okr. Prievidza                                                                             | Bojnice                         | Slovacchia            | EAZA, Union of Czech and Slovak Zoological Gardens (UCSZ), ASZG, International Species Information System (ISIS), West African Primate Conservation Action (WAPCA)                                                                                             |
| Giardino zoologico di San Paolo                | Av. Miguel Stéfano 4241 - Água Funda                                                       | San Paolo                       | Brasile               | Sociedade de Zoológicos do Brasil (SZB) |
| Zoo di Basilea                                 | Postfach                                                                                   | Basilea                         | Svizzera              | EAZA, German Federation of Zoo Directors (VDZ) |
| Zoologischer Garten Berlin                     | Hardenbergplatz 8                                                                          | Berlino                         | Germania              | EAZA, German Federation of Zoo Directors (VDZ) |
| Zoologischer Garten Frankfurt                  | Bernhard-Grzimek-Allee 1                                                                   | Francoforte sul Meno            | Germania              | EAZA, German Federation of Zoo Directors (VDZ) |
| Zoologischer Garten Karlsruhe                  | Ettlinger Strasse 6                                                                        | Karlsruhe                       | Germania              | EAZA, German Federation of Zoo Directors (VDZ) |
| Zoologischer Garten Köln                       | Riehler Strasse 173                                                                        | Colonia                         | Germania              | EAZA, German Federation of Zoo Directors (VDZ) |
| Zoo di Lipsia                                  | Pfaffendorfer-Strasse 29                                                                   | Lipsia                          | Germania              | EAZA, German Federation of Zoo Directors (VDZ) |
| Wuppertal Zoo                                  | Hubertusallee 30                                                                           | Wuppertal                       | Germania              | EAZA, German Federation of Zoo Directors (VDZ) |
| ZooParc de Beauval                             | 41110 St. Aignan sur cher                                                                  | St. Aignan                      | Francia               | EAZA, Association Nationale des Parcs Zoologiques de France (ANPZ), Conservation des Espèces et des Populations Animales (CEPA) |
| Zoo di Zagabria                                | Maksimirski Perivoj bb HR-10000                                                            | Zagabria                        | Croazia               | EAZA |
| Zoo di Londra                                  | Regent's Park                                                                              | Londra                          | Inghilterra           | EAZA, BIAZA, West African Primate Conservation Action (WAPCA) |
| ZSL Whipsnade Zoo                              | Dunstable                                                                                  | Whipsnade                       | Inghilterra           | EAZA, BIAZA |